# Parler d'El Rebollal
Le parler d'El Rebollal (en espagnol Habla de El Rebollar , en léonais Palra d'El Rebollal), aussi connu simplement comme palra, est une variété dialectale locale du léonais, lui-même rattaché au groupe astur-léonais. Il est parlé dans la zone du sud-ouest de la province de Salamanque appelé El Rebollal en "la palra", El Rebollar en espagnol, correspondant à peu près à la comarque du même nom El Rebollar (es)

## Distribution géographique
Il est parlé dans les communes suivantes : Navasfrías (Navafrías), El Payo (Payu), Peñaparda (Peñaparda), Robleda (Robrea) et Villasrubias (Villarrubias) appartenant à la province de Salamanque.

### Sources et bibliographie
- (es) Cet article est partiellement ou en totalité issu de l’article de Wikipédia en espagnol intitulé « Habla de El Rebollar » (voir la liste des auteurs).